# Joan Rivers
Joan Rivers, właściwie Joan Alexandra Molinsky (ur. 8 czerwca 1933 w Nowym Jorku, zm. 4 września 2014 tamże) – amerykańska aktorka, gospodyni programów talk-show i bizneswoman.

## Życiorys

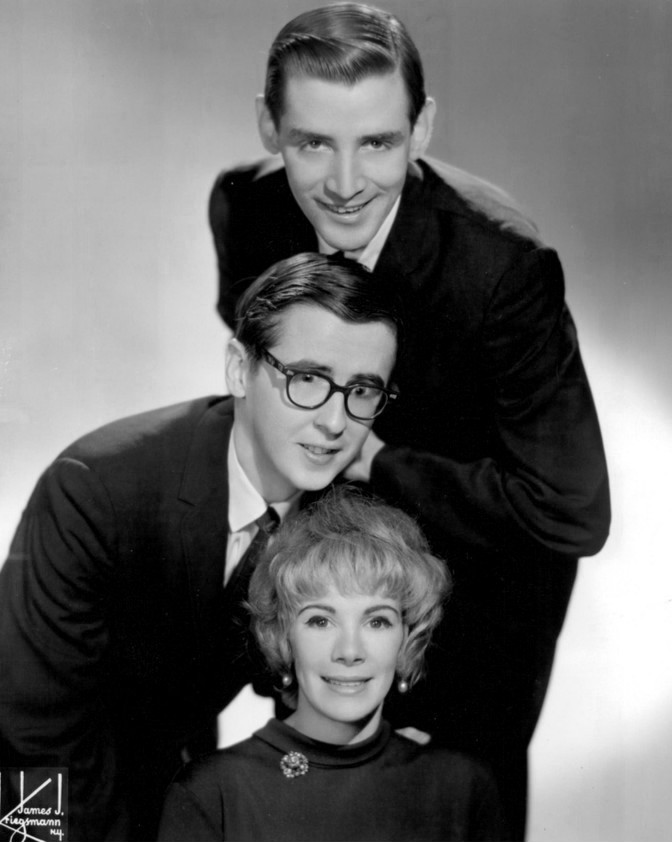
Joan Rivers, Jim Connell i Jake Holmes

Urodziła się 8 czerwca 1933 w Nowym Jorku, w rodzinie żydowskich emigrantów z Rosji: Beatrice z domu Grushman (1906−1975) i Meyera Molinsky’ego (1900−1985). Miała starszą siostrę, Barbarę Waxler (1931−2013). Została wychowana w nowojorskim Brooklynie, z czasem jej rodzina przeniosła się do Larchmont, wsi w hrabstwie Westchester. W latach 1950–1952 uczęszczała do Connecticut College w New London. W 1954 ukończyła nowojorski Barnard College ze stopniem bakalaureata (Bachelor of Arts) literatury angielskiej i antropologii. Przed rozpoczęciem pracy w branży rozrywkowej pracowała na różnych stanowiskach, m.in. jako przewodniczka po Rockefeller Center, korektorka tekstu w agencji ogłoszeń i konsultantka mody w sieci Bond Clothing Stores. W tym okresie poznała agenta Tony’ego Riversa, który zaproponował jej zmianę nazwiska, przyjęła więc pseudonim sceniczny Joan Rivers.
W końcówce lat 50. występowała w sztuce Driftwood, w roli lesbijki zakochanej w postaci granej przez wówczas nieznaną Barbrę Streisand. Na początku lat 60., Rivers zaczęła występować jako komiczka w popularnych klubach w Greenwich Village, m.in. The Bitter End i The Gaslight Cafe. 17 lutego 1965 zadebiutowała w telewizji, w The Tonight Show, talk-show prowadzonym wtedy przez Johnny’ego Carsona. Od tamtej pory cyklicznie występowała w różnych programach telewizyjnych, m.in. The Ed Sullivan Show, The Carol Burnett Show oraz Hollywood Squares, pisała materiał dla dziecięcego show Topo Gigio, a w 1969 przez krótki czas prowadziła autorski talk-show: That Show with Joan Rivers. Rok wcześniej dostała pierwszą rolę filmową, w surrealistycznym dramacie The Swimmer, z Burtem Lancasterem w roli głównej. W latach 1972–1976 była narratorką animowanego programu edukacyjnego dla dzieci, The Electric Company.
W latach 70. zaczęła intensywnie pracować w przemyśle filmowym. Napisała scenariusz do czarnej komedii, The Girl Most Likely to... ze Stockard Channing w roli głównej, a także wyreżyserowała komedię Rabbit Test, w której zagrali m.in. Billy Crystal i Michael Keaton. Ponadto występowała w teatrach rewiowych w Las Vegas Strip, otwierając występy m.in. Helen Reddy, Roberta Gouleta, Maca Davisa i Sergio Franchiego. W 1972 zagrała w sztuce Fun City wystawianej w Morosco Theatre na Broadwayu.
W 1983 poprowadziła jeden odcinek Saturday Night Live. W latach 80. wydała w wytwórni Geffen Records album komediowy What Becomes a Semi-Legend Most?, który znalazł się na 22 miejscu listy Billboard 200 i był nominowany do nagrody Grammy. W 1984 napisała książkę The Life and Hard Times of Heidi Abramowitz, która stała się bestsellerem. W 1986 pozwała parodystę Franka Marino na kwotę 5 milionów dolarów, po tym jak odkryła, że wykorzystywał on jej autorski materiał w swojej sztuce w Las Vegas, gdzie odgrywał rolę aktorki. Po kilku latach doszło jednak do ugody. Od 1986 była prowadzącą talk-show The Late Show. Zrezygnowała z tej roli w 1987, po samobójczej śmierci jej męża, Edgara Rosenberga. Do branży rozrywkowej powróciła po roku, pojawiając się gościnnie w programie dla dzieci Pee-wee’s Playhouse. W tym samym roku wystąpiła w Broadway Bound, półautobiograficznej sztuce Neila Simona.
W latach 90. współpracowała z telewizją E! Entertainment, a także z nowojorską stacją radiową WOR. W ramach pracy w telewizji E! była gospodynią programów poświęconych rozrywce, prowadziła również transmisje z gal rozdania Oscarów czy Złotych Globów. W 1994 wystąpiła w tytułowej roli w spektaklu Sally Marr... and Her Escorts, poświęconego postaci popularnej artystki komediowej Sally Marr. Za tę rolę była nominowana do Drama Desk Award w kategorii najbardziej olśniewająca aktorka w sztuce teatralnej, a także do Nagrody Tony w kategorii najlepsza aktorka w sztuce teatralnej. W latach 90. Joan Rivers była wielokrotnie nominowana do nagrody Daytime Emmy Award dla najlepszej prowadzącej talk-show, za swój autorski program The Joan Rivers Show. Wygrała tę nagrodę w 1990, a w 2009 ponownie uzyskała do niej nominację, za swój udział w serialu Artur. Od 1990 ma swoją gwiazdę w Hollywood Walk of Fame.
W 2003 odeszła z telewizji E! i związała się z TV Guide Network. Była gościem licznych programów telewizyjnych, występowała w gościnnych rolach w serialach komediowych, m.in. How’d You Get So Rich? i Rozpalić Cleveland. W 2010 nakręcono biograficzny film poświęcony aktorce, Joan Rivers: A Piece of Work.
28 sierpnia 2014 przechodziła operację strun głosowych w szpitalu w nowojorskim Yorkville na Manhattanie. Podczas zabiegu doszło do nagłego zatrzymania krążenia. Aktorka została przewieziona do szpitala Mount Sinai, gdzie była utrzymywana w stanie śpiączki farmakologicznej. Próby wybudzania, trwające od 1 września, nie przyniosły efektów. Joan Rivers zmarła 4 września 2014. Została pochowana 7 września 2014 w obrządku żydowskim.
Z mężem Edgarem Rosenbergiem miała córkę Melissę Warburg Rosenberg (ur. 1968), aktorkę znaną jako Melissa Rivers. Joan Rivers była członkinią reformowanej synagogi Temple Emanu-El w Nowym Jorku.

## Filmografia

### Filmy
- 1968: Pływak (The Swimmer) – Joan
- 1977: Happy Birthday, Las Vegas – ona sama
- 1981: Lily: Sold Out – ona sama
- 1985: Joan Rivers and Friends Salute Heidi Abromowitz – ona sama
- 1990: Jak zamordować milionerkę (How to Murder a Millionaire) – Irma
- 1990: Wszystkiego najlepszego, Bugs! – 50 Lat (Happy Birthday, Bugs! – 50 Looney Years) – ona sama
- 1990: The Horror Hall of Fame – ona sama
- 1994: W czym mamy problem? (Serial Mom) – ona sama
- 2000: Stażystka (The Intern) – Dolly Bellows
- 2002: Hip! Edgy! Quirky! – Floressa
- 2002: Heroes of Black Comedy – ona sama
- 2002: Cleavage – ona sama
- 2003: The 100 Greatest Musicals – ona sama
- 2004: Funny Already: A History of Jewish Comedy – ona sama
- 2005: Spaceballs: The Documentary – ona sama
- 2007: Mr. Warmth: The Don Rickles Project – ona sama
- 2010: Joan Rivers: A Piece of Work – ona sama
- 2011: Smerfy (The Smurfs) – gość na przyjęciu
- 2013: Moms Mabley: I Got Somethin’ to Tell You – ona sama
- 2013: Iron Man 3 – ona sama
- 2013: Scatter My Ashes at Bergdorf’s – ona sama

### Seriale telewizyjne
- 1964–1999: Inny świat (Another World) – Meredith Dunston
- 1967–1978: The Carol Burnett Show – ona sama
- 1968–1974: Here’s Lucy – członek rady przysięgłych
- 1970–1974: Filip – ona sama
- 1977–1986: Statek miłości (The Love Boat) – Allison Newman
- 1985–1990: 227 – ona sama
- 1987–1992: Square One TV – ona sama
- 1989: Simpsonowie (The Simpsons) – Annie Dubinsky
- 1991: The Full Wax – ona sama
- 1996–2000: Artur (Arthur) – ona sama
- 1996–2000: E! True Hollywood Story – ona sama
- 1996–2000: A teraz Susan (Suddenly Susan) – Edie
- 2000–2011: Pohamuj entuzjazm (Curb Your Enthusiasm) – ona sama
- 2003–2004: Bez skazy (Nip/Tuck) – ona sama
- 2003–2004: Randka z gwiazdą (I’m with Her) – ona sama
- 2008: Spaceballs: The Animated Series – Dot Matrix
- 2009: Jej Szerokość Afrodyta (Drop Dead Diva) – ona sama
- 2009: Make 'Em Laugh: The Funny Business of America – komik
- 2010: Louie – ona sama
- 2010: Daleko jeszcze? (Are We There Yet?) – Elise
- 2010: Rozpalić Cleveland (Hot in Cleveland) – Anka Ostrovsky

### Głosy
- 1987: Kosmiczne jaja (Spaceballs) – Dot Matrix
- 1989: I kto to mówi (Look Who’s Talking) – Julie
- 1995: Napoleon – mama pingwina
- 1997: KnitWits – Becky
- 1999: KnitWits Revisited – Becky
- 2000: Słoniątko (Whispers: An Elephant’s Tale) – Spike
- 2004: Shrek 2 – ona sama
- 2015: The Good Dinosaur

### Scenariusz
- 1973: The Girl Most Likely to...
- 1978: Test królika (Rabbit Test)
- 1985: Joan Rivers and Friends Salute Heidi Abromowitz

### Reżyseria
- 1978: Test królika (Rabbit Test)